# Milan Uhde
Milan Uhde, né le 28 juillet 1936 à Brno, est un homme politique, écrivain, dramaturge et poète tchèque, membre de l'Union de la liberté – Union démocratique (US-DEU).